# Raymond Barre
Raymond Barre (ur. 12 kwietnia 1924 w Saint-Denis, zm. 25 sierpnia 2007 w Paryżu) – francuski polityk, nauczyciel akademicki i samorządowiec, komisarz europejski, minister i parlamentarzysta, w latach 1976–1981 premier Francji.

## Życiorys
Ukończył studia prawnicze, uzyskał dyplom Instytutu Nauk Politycznych w Paryżu. Pracował jako nauczyciel akademicki, specjalizując się w ekonomii politycznej. Był profesorem na uniwersytetach w Caen i Paryżu, a także w Instytucie Nauk Politycznych w Paryżu oraz w École centrale Paris. W 1958 został dyrektorem w fundacji naukowej FNSP.
W latach 1959–1962 pełnił funkcję dyrektora gabinetu ministra przemysłu Jeana-Marcela Jeanneneya. Po kilku latach powrócił do pracy w administracji. W 1967 został wiceprzewodniczącym Komisji Europejskiej, gdzie do 1973 odpowiadał za sprawy finansowe i gospodarcze. Następnie był m.in. przewodniczącym komisji zajmującej się reformą systemu finansowania mieszkalnictwa i członkiem rady francuskiego banku centralnego. Od stycznia do sierpnia 1976 sprawował urząd ministra handlu zagranicznego w rządzie, którym kierował Jacques Chirac.
Był jednym z najbliższych współpracowników prezydenta Valéry’ego Giscarda d’Estainga. W sierpniu 1976, po rezygnacji gaullisty Jacques’a Chiraca, objął urząd premiera. Sprawował go do maja 1981, stojąc na czele trzech kolejnych gabinetów. W dwóch pierwszych do kwietnia 1978 jednocześnie był ministrem gospodarki i finansów. Zakończył pełnienie funkcji premiera, gdy urzędujący prezydent nie uzyskał reelekcji, przegrywając z François Mitterrandem.
Dołączył w międzyczasie do prezydenckiej Unii na rzecz Demokracji Francuskiej. Z jej ramienia w 1978 po raz pierwszy uzyskał mandat posła do Zgromadzenia Narodowego. Ponownie wybierany w 1981, 1986, 1988, 1993 i 1997, wykonywał mandat deputowanego do 2002. W 1988 kandydował w wyborach prezydenckich. Z wynikiem 16,5% głosów zajął trzecie miejsce, wyprzedzili go socjalista François Mitterrand i gaullista Jacques Chirac. Od odejścia z rządu kontynuował działalność naukową. W latach 1995–2001 zajmował stanowisko mera Lyonu.

## Odznaczenia i wyróżnienia
Odznaczony m.in. Legią Honorową IV klasy i Krzyżem Wielkim Orderu Narodowego Zasługi. Otrzymał doktoraty honoris causa m.in. uniwersytetów w Barcelonie, Budapeszcie, Ottawie, Łodzi i Bratysławie.

## Życie prywatne
Od 1954 był żonaty z Evą Hegedüs, miał dwoje dzieci.

## Skład rządów Raymonda Barre

### Pierwszy gabinet (od sierpnia 1976 do marca 1977)
- Raymond Barre – premier, minister gospodarki i finansów[5][9]
- Olivier Guichard – minister stanu, minister sprawiedliwości
- Michel Poniatowski – minister stanu, minister spraw wewnętrznych
- Jean Lecanuet – minister stanu odpowiedzialny za planowanie i rozwój regionalny
- Louis de Guiringaud – minister spraw zagranicznych
- Yvon Bourges – minister obrony
- René Haby – minister edukacji
- Robert Galley – minister ds. współpracy
- Jean-Pierre Fourcade – minister ds. zaopatrzenia
- Pierre Brousse – minister handlu i rzemiosła
- André Rossi – minister handlu zagranicznego
- Robert Boulin – minister ds. kontaktów z parlamentem
- Christian Bonnet – minister rolnictwa
- Christian Beullac – minister pracy
- Simone Veil – minister zdrowia
- Michel d’Ornano – minister przemysłu i badań naukowych
- Vincent Ansquer – minister ds. jakości życia

### Drugi gabinet (od marca 1977 do kwietnia 1978)
- Raymond Barre – premier, minister gospodarki i finansów[5][9]
- Alain Peyrefitte – minister sprawiedliwości
- Louis de Guiringaud – minister spraw zagranicznych
- Christian Bonnet – minister spraw wewnętrznych
- Yvon Bourges – minister obrony
- Robert Galley – minister ds. współpracy
- Michel d’Ornano – minister kultury i środowiska
- Jean-Pierre Fourcade – minister ds. zaopatrzenia i rozwoju regionalnego (26 września 1977 resort przejął Fernand Icart)
- René Haby – minister edukacji
- Pierre Méhaignerie – minister rolnictwa
- René Monory – minister przemysłu, handlu i rzemiosła
- Christian Beullac – minister pracy
- Simone Veil – minister zdrowia i ochrony socjalnej
- André Rossi – minister handlu zagranicznego
- Alice Saunier-Seïté – minister ds. uniwersytetów (od 10 stycznia 1978)

### Trzeci gabinet (od kwietnia 1978 do maja 1981)
- Raymond Barre – premier[5][9]
- Alain Peyrefitte – minister sprawiedliwości
- Simone Veil – minister zdrowia i rodziny (do 4 lipca 1979)
- Jacques Barrot – minister zdrowia i ochrony socjalnej (od 4 lipca 1979)
- Christian Bonnet – minister spraw wewnętrznych
- Louis de Guiringaud – minister spraw zagranicznych (29 października 1978 resort przejął Jean François-Poncet)
- Yvon Bourges – minister obrony (2 października 1980 resort przejął Joël Le Theule, który zmarł 14 grudnia 1980; 22 grudnia 1980 resort przejął Robert Galley)
- Robert Boulin – minister pracy i partycypacji pracowniczej (zmarł 29 października 1979; 8 listopada 1979 resort przejął Jean Mattéoli)
- Robert Galley – minister ds. współpracy
- René Monory – minister gospodarki
- Maurice Papon – minister budżetu
- Michel d’Ornano – minister środowiska i warunków życia
- Christian Beullac – minister edukacji
- Alice Saunier-Seïté – minister ds. uniwersytetów
- Pierre Méhaignerie – minister rolnictwa
- André Giraud – minister przemysłu
- Joël Le Theule – minister transportu (2 października 1980 resort przejął Daniel Hoeffel)
- Jacques Barrot – minister handlu i rzemiosła (4 lipca 1979 resort przejął Maurice Charretier)
- Jean-François Deniau – minister handlu zagranicznego (2 października 1980 resort przejął Michel Cointat)
- Jean-Pierre Soisson – minister ds. młodzieży, sportu i rekreacji
- Jean-Philippe Lecat – minister kultury i komunikacji